# 贝尔纳·普朗克
贝尔纳·普朗克（法語：Bernard Planque，1932年1月13日—），法国篮球运动员。他曾代表法国国家队参加1952年夏季奥运会男子篮球比赛，最终获得第八名。他也获得过1953年欧洲篮球锦标赛铜牌。